# Van Karnebeekbron

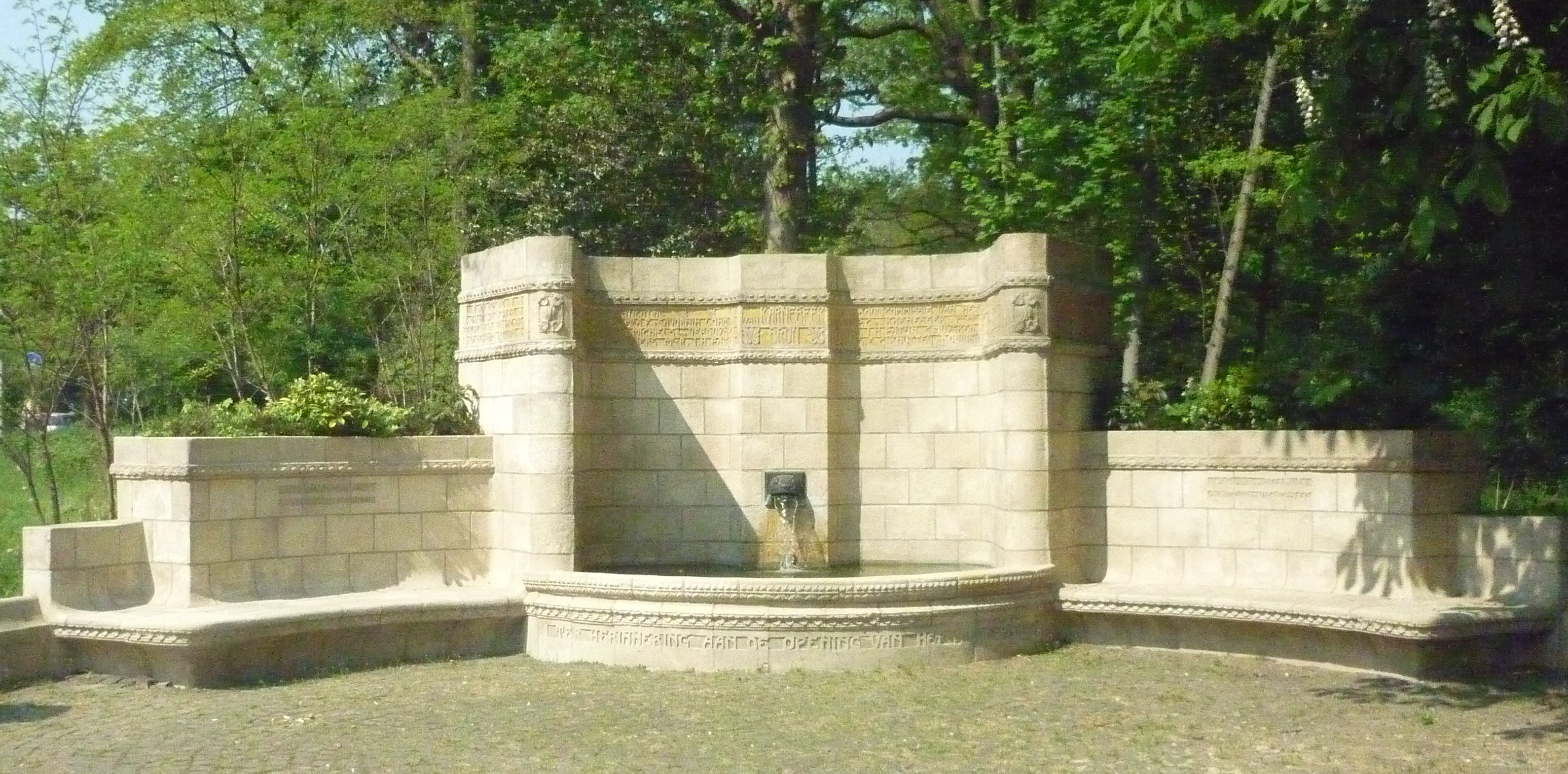
Van Karnebeekbron

De Van Karnebeekbron is een zandstenen monument dat de Carnegie Stichting en de opening van het Vredespaleis in Den Haag op 28 augustus 1913 herdenkt. Het is een zitbank met fontein, staat op de hoek van de Scheveningseweg en de Carnegielaan en bestaat uit drie delen. Het gebogen middendeel is hoger dan de twee zijdelen en heeft in het midden een leeuwenkop waar bronwater uit komt. Over de gehele lengte loopt een fries met tekst. Willem C. Brouwer (1877-1933), oprichter van de fabriek Brouwer's Aardewerk NV (1915-1956), heeft het monument gemaakt.

## Inscriptie
De inscripties zijn uitgevoerd in hoofdletters. In het midden staat de naam van het monument, van KARNEBEEK BRON, links staan de namen van het bestuur van de Carnegie Stichting, rechts de namen van de bouwcommissie.
Het bestuur van de Carnegie Stichting bestond uit Jhr mr A.P.C. van KARNEBEEK, Jhr mr A.F. de SAVORNIN LOHMAN, mr W.H. de BEAUFORT, mr L.M.P.R. baron MICHIELS van VERDUYNEN, Jhr S. van CITTERS, Jhr mr L.H. RUYSSENAERS en mr R.J.H. PATIJN. De bouwcommissie bestond uit Jhr A.P.C. van KARNEBEEK, R.J.H. PATIJN, mr A.F. de SAVORNIN LOHMAN, C. MUYSKENS {bouwkundig ingenieur) en D.E.C. KNUTTEL {bouwkundig ingenieur).
Links en rechts van het waterbassin zijn banken aangebouwd, links daarboven staat 'L.M. CORDONNIER, ARCHITECT v.h. VREDESPALEIS', rechts op dezelfde hoogte staat 'J.A.G. van der STEUR, B.I., ARCHITECT v.h. VREDESPALEIS'. Op het muurtje van het bassin staat: TER HERINNERING AAN DE OPENING VAN HET VREDESPALEIS.